# Monoflata banksi
Monoflata banksi är en insektsart som beskrevs av Metcalf 1938. Monoflata banksi ingår i släktet Monoflata och familjen Flatidae. Inga underarter finns listade i Catalogue of Life.